# Håkan Nyblom
Håkan Erik Nyblom (Vaasa, 26 de noviembre de 1981) es un deportista danés que compitió en lucha grecorromana.
Ganó una medalla de bronce en el Campeonato Mundial de Lucha de 2009 y una medalla de bronce en el Campeonato Europeo de Lucha de 2008. Participó en dos Juegos Olímpicos de Verano, ocupando el quinto lugar en Londres 2012 y el octavo lugar en Atenas 2004.

## Palmarés internacional
| Campeonato Mundial | Campeonato Mundial  | Campeonato Mundial | Campeonato Mundial |
| Año                | Lugar               | Medalla            | Categoría          |
| ------------------ | ------------------- | ------------------ | ------------------ |
| 2009               | Herning (Dinamarca) | Medalla de bronce  | 55 kg              |
| Campeonato Europeo |                     |                    |                    |
| Año                | Lugar               | Medalla            | Categoría          |
| 2008               | Tampere (Finlandia) | Medalla de bronce  | 60 kg              |